# Itzhak Perlman
Itzhak Perlman (hebreiska: יצחק פרלמן), född 31 augusti 1945 i Tel Aviv, är en israelisk-amerikansk violinist. Han räknas som en av de största och mest kända violinsterna under det senare 1900-talet till nutid.
Ett av hans många kända framträdanden är samarbetet med filmmusikern John Williams i Steven Spielbergs film Schindler's List där han spelade violinsolona.
Perlman medverkade även i filmen Fantasia 2000.
Perlman föddes i Tel Aviv. Han drabbades av polio vid fyra års ålder, men lärde sig  att gå med kryckor och ägnade sedan en stor del av sin tid  åt det som låg honom varmast om hjärtat, nämligen musiken. Efter studier i födelsestaden flyttade han till USA för att fortsätta studera vid Juilliard School. Han debuterade som violinist officiellt 1963 på Carnegie Hall. Från 1965 började han ett intensivt turnerande, samtidigt som han var flitig i inspelningsstudion.
Perlmans inspelning av "Meditation" ur Thaïs av Jules Massenet är en av hans främsta. [källa behövs]